# Терюхов, Дмитрий Андреевич
Дмитрий Андреевич Терюхов (1 ноября 1901, Далматов, Пермская губерния — 20 ноября 1982, Москва) — советский военный, участник Гражданской и Великой Отечественной войн, генерал-майор технических войск (1942).

## Биография
Дмитрий Терюхов родился 1 ноября 1901 года в городе Далматове Шадринского уезда Пермской губернии (ныне — административный центр Далматовского муниципального округа Курганской области). Русский. Его отец Андрей Алексеевич – отставной унтер-офицер, служил в лейб-гвардии, участник Русско-турецкой войны 1877-1878 годов, был награждён медалью «За храбрость». После десятилетней военной службы занимался хлебопашеством, малярным и кровельным ремеслом. Мать, Анастасия Кирилловна (урожд. Новоселова), дочь кузнеца. В семье было 4 сына и дочь. 
С 8 лет работал на весенних полевых работах в середняцких и кулацких хозяйствах и пастухом. С 1909 по 1912 год учился в трёхклассной начальной земской школе, которую окончил с «Похвальным листом». В 1912—1916 годах учился в Далматовском высшем начальником училище. Осенью 1916 года поступил учеником в Далматовскую почтово-телеграфную контору и в конце 1917 года выдержал экзамен на надсмотрщика телеграфа.
Утром 11 июля 1918 года, услышав стрельбу, решил участвовать в бою на стороне красных. После боя поступил на службу в 4-ю роту 4-го Уральского полка Рабоче-Крестьянскую Красную Армию. Участвовал в Гражданской войне. В августе 1918 года в бою под Егоршино был тяжело контужен. В конце октября 1918 года стал кандидатом в члены РКП(б). 
С 10 ноября 1918 года откомандирован в город Пермь на укомплектование формируемого батальона связи 29-й стрелковой дивизии. В ночь с 24 на 25 декабря 1918 года в Перми вместе с другими, поступившими на укомплектование батальона, был спящим взят в плен белыми. С 31 декабря 1918 по май 1919 находился в Шадринской тюрьме, затем был переведён в Далматово и освобождён как несовершеннолетний. В августе 1919 года, после освобождения Далматово красными, работал в должности секретаря в Далматовском волостном ревкоме. 
С 1 сентября 1919 года продолжил службу надсмотрщиком телеграфа в Отдельном батальоне связи 29-й стрелковой дивизии. Вновь стал кандидатом в члены РКП(б). В конце ноября — начале декабря 1919 года на станции Голышманово заболел тифом и был эвакуирован в Пермь. После выздоровления, в феврале 1920 года был назначен на должность заведующего делопроизводством хозяйственной части отдельного Екатеринбургского территориального батальона.
В августе 1920 года был направлен на 34-е пехотно-пулемётные курсы в Саратов, которые вскоре были переформированы в 20-ю Саратовскую Краснознаменную школу. 
В 1922 году вступил в РКП(б).
После окончания школы с 1 сентября 1922 года был оставлен в кадрах школы. Вскоре откомандирован на должность командира взвода Ижевской оружейно-технической школы. Осенью 1923 года школа переведена в Ленинград и переименована в Ленинградскую школу военных сообщений имени М. В. Фрунзе. С мая 1925 года служил командиром роты батальона курсантов. В 1931 году окончил курсы «Выстрел». До декабря 1932 года учился в вечерней академии имени М.В. Фрунзе (не окончил).
С декабря 1932 года командир 12-го строительного железнодорожного полка 3-й железнодорожной бригады Особого корпуса железнодорожных войск (город Рославль). Полк возводил подход к железнодорожному мосту через Волгу около города Нижний Новгород, затем железнодорожные пути на Дальнем Востоке. В 1936 году присвоено звание полковник.
С 1 января 1937 года начальник штаба 3-й железнодорожной бригады Особого корпуса железнодорожных войск. В 1937 году группа подчинённого ему начальствующего состава была обвинена в антисоветском заговоре. Терюхов стал доказывать их невиновность, за что в октябре 1937 года был снят с должности с формулировкой «за защиту врагов народа» и исключён из членов ВКП(б). Настоятельность в поисках истины привела к тому, что Терюхова восстановили в партии.
С мая 1938 года начальник штаба Особого корпуса железнодорожных войск. В 1940 году окончил Высшую школу штабной службы в Москве.
С января 1941 года командир 6-й отдельной железнодорожной бригады в Западной Белоруссии (штаб — город Барановичи). Здесь его застало начало Великой Отечественной войны.
Уже в первые дни войны Терюхов и подчинённые ему части приняли первые бои. 27 июня 1941 года на станции Столбцы под его непосредственным командованием два батальона, рота механизации и два бронепоезда вели бой против превосходящих сил немецких танковых и мотоциклетных частей. В результате их упорного сопротивления было сожжено 2 танка, уничтожено около 10 мотоциклов, а оставшиеся в живых гитлеровцы были вынуждены временно покинуть Столбцы. 30 июня 1941 года Терюхов неудачно организовал попытку прорыва из окружения двух восстановительных железнодорожных батальонов, однако в результате этого враг понёс большие потери в живой силе и материальной части. Почти весь август 1941 года части бригады находились под постоянными обстрелами, эвакуируя железнодорожное имущество, инфраструктуру связи. 23—25 августа 1941 года Терюхов со своим штабом вновь попал в окружение, на сей раз под Великими Луками, но сумел прорваться, попутно выведя из окружения до 300 бойцов и командиров 22-й армии. Осенью 1941 года части под его командованием успешно выполняли задания по строительству заграждений на железнодорожных участках в Калининской области, не давая врагу возможности продвигать свои поезда в глубь страны. После освобождения пострадавших территорий в ходе контрнаступления под Москвой силами бригады Терюхова были восстановлены и введены в эксплуатацию сотни километров железнодорожных путей.
10 ноября 1942 года было присвоено звание генерал-майор технических войск.
В дальнейшем бригада Терюхова успешно работала на восстановлении железных дорог в Калининской, Смоленской, Псковской областях, в Белорусской ССР и Прибалтики, в Восточной Пруссии. Многие работы проводились в круглосуточном режиме, под постоянными авианалётами, бомбардировками и артобстрелами. При взятии крупных железнодорожных узлов силами бригады было захвачено много ценного трофейного имущества, например, десятки паровозов. Терюхов поощрял рационализаторство и изобретательство среди личного состава, добившись благодаря этому сокращения объёма строительных работ для выполнения поставленных задач. Бригада неизменно демонстрировала высокие образцы в труде, неоднократно удостаивалась благодарностей от командования, получала переходящее Красное Знамя Наркомата путей сообщения СССР.
В апреле 1945 года бригада Терюхова была переброшена в Сибирь, где ей было успешно осуществлено строительство железнодорожной ветки Иркутск — Слюдянка (Строительство № 12 НКПС).
С марта 1946 года начальник штаба корпуса железнодорожных войск (город Харьков).
С 1 января 1949 года занимал должность генерал-инспектора железнодорожных войск Министерства обороны СССР. В марте 1962 года вышел в отставку.
В 1951 году обращался в Далматовский райком ВКП(б), Курганский обком ВКП(б) и облисполком о необходимости сохранения Архитектурного ансамбля Далматовского монастыря, а 12 февраля 1952 года написал письмо в ЦК ВКП(б). Решением Президиума Верховного Совета СССР остановлено дальнейшее разрушение монастырской крепости, а в 1974 году комплекс Далматовского монастыря был включен в список памятников культуры, подлежащих охране как памятник государственного значения. 
Жил в Москве. 
Дмитрий Андреевич Терюхов умер 20 ноября 1982 года, похоронен в крытом колумбарии Ваганьковского кладбища.

## Награды
- Орден Ленина, 21 февраля 1945 года[6];
- Орден Красного Знамени, трижды: 24 ноября 1942 года, 3 ноября 1944 года[7], 20 июня 1949 года[8];
- Орден Суворова II степени, 29 июля 1945 года[9];
- Орден Отечественной войны I степени, 22 мая 1943 года[10];
- Орден Отечественной войны II степени, 9 сентября 1944 года[11];
- Орден Трудового Красного Знамени, 13 сентября 1943 года[12];
- Орден Красной Звезды, 29 сентября 1943 года[13];
- Медаль «За боевые заслуги», 1967 год, в связи с 50-летием Советской власти, за участие в боях в гражданской войне[14];
- Юбилейная медаль «За воинскую доблесть. В ознаменование 100-летия со дня рождения Владимира Ильича Ленина», 1970 год;
- Медаль «За оборону Москвы», 18 сентября 1944 года[15][16];
- Медаль «За победу над Германией в Великой Отечественной войне 1941—1945 гг.», 9 февраля 1946 года[17];
- Медаль «За взятие Кёнигсберга»;
- Медаль «За освоение целинных земель»;
- Медаль «XX лет Рабоче-Крестьянской Красной Армии»;
- другие медали;
- Значок «Почётному железнодорожнику», трижды[18].

## Память
- Решением Далматовского городского Совета народных депутатов от 21 июня 1989 года № 98 улица Транспортная переименована в улицу Терюхова, расположена на западной окраине города Далматово[19].